# Navio negreiro

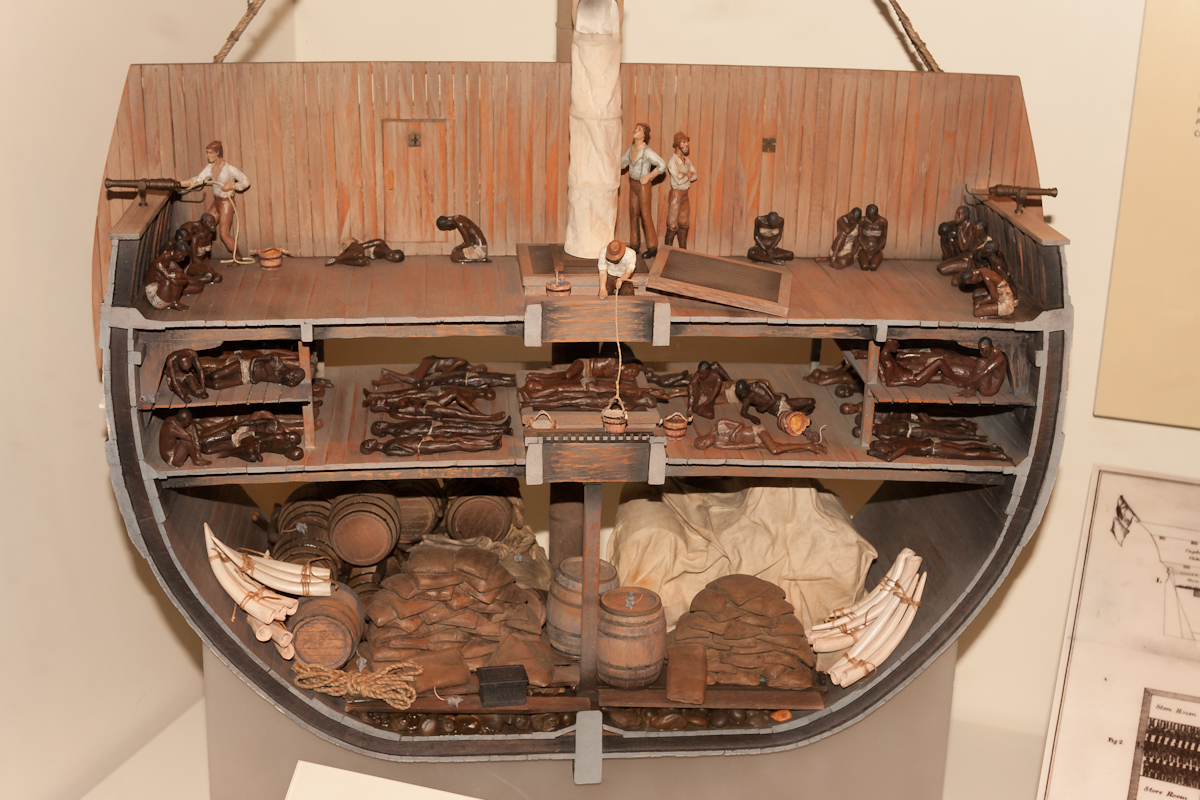
Maquete do interior de um navio negreiro.

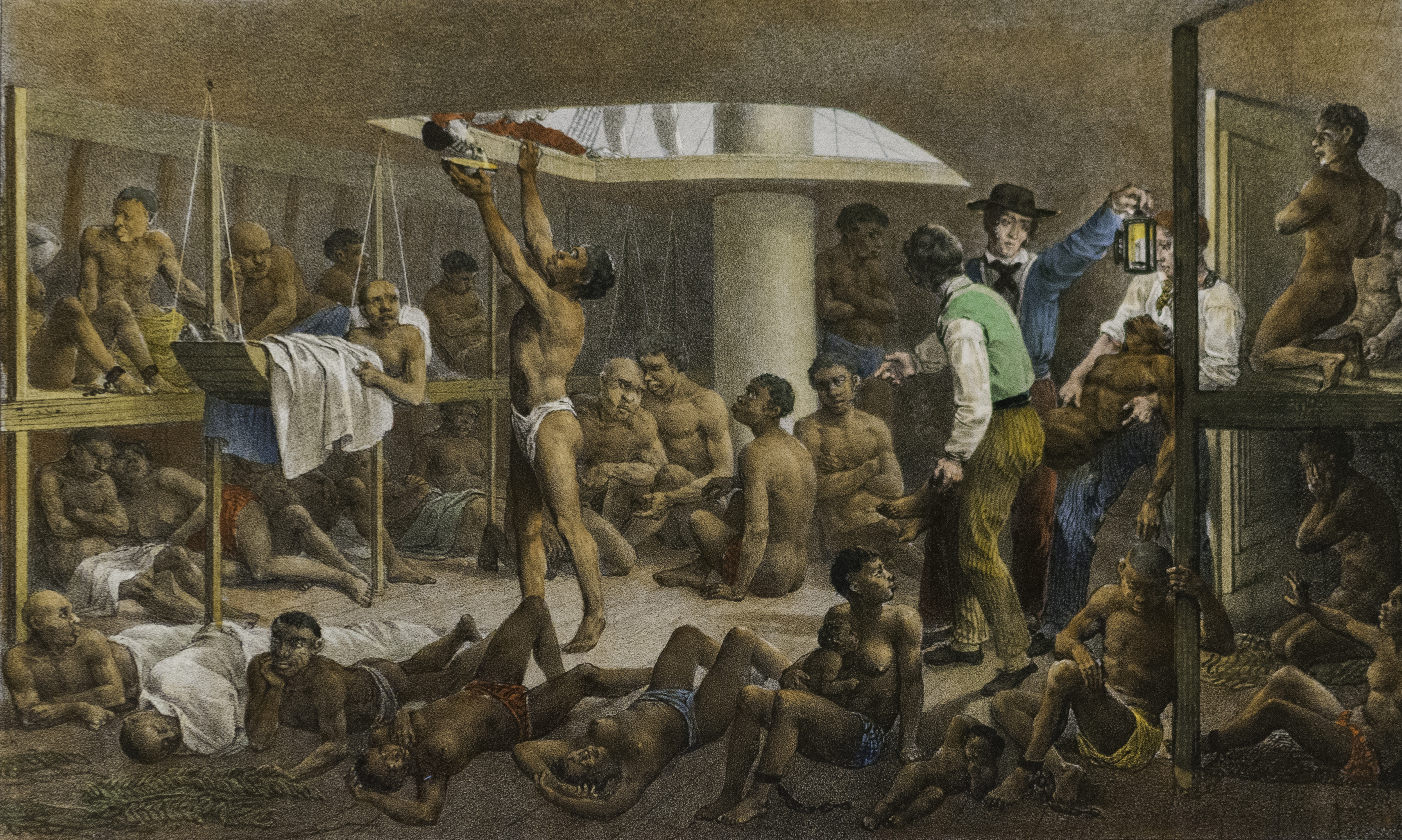
Navio negreiro por Rugendas

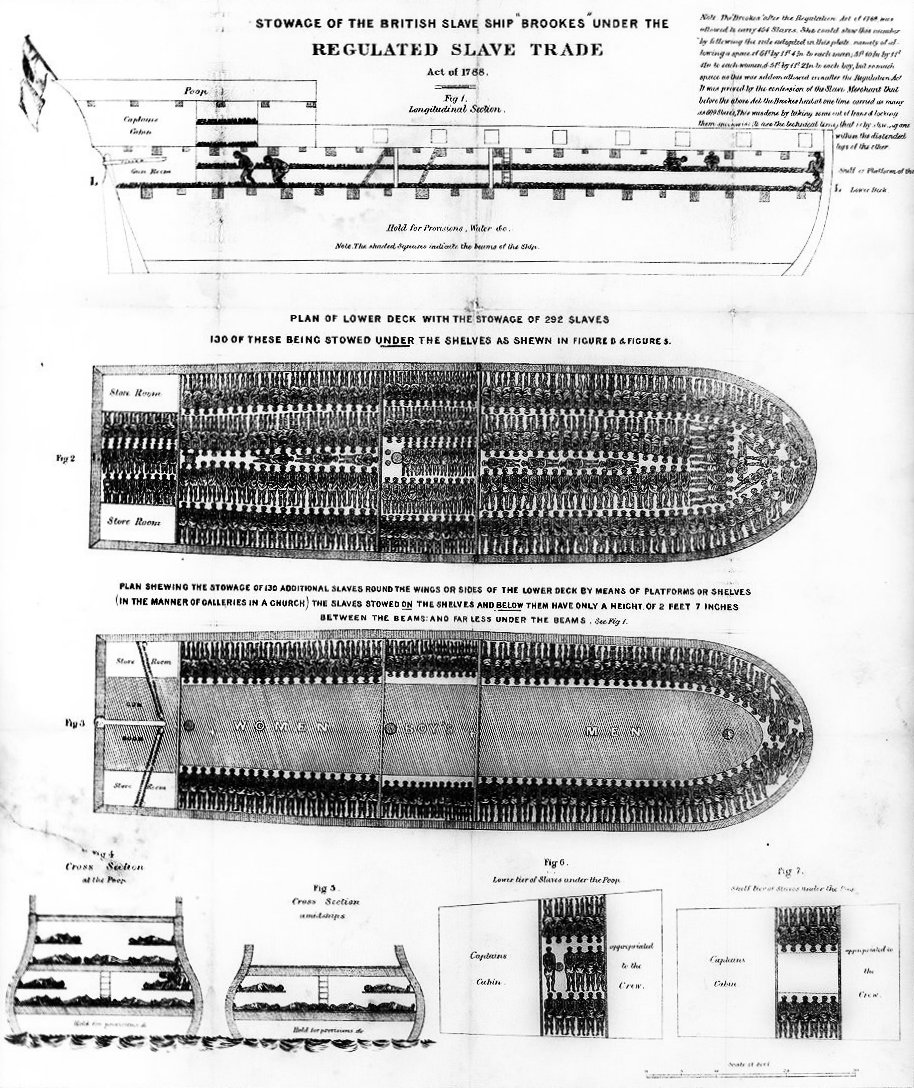
Plano do navio negreiro britânico Brookes.

Navio negreiro (também conhecido como "navio tumbeiro") era um tipo de navio de carga para o transporte de pessoas raptadas e escravizadas, responsável por levar mais de 11 milhões de pessoas Africanas escravizadas para América, até o século XIX.
Aprisionados no interior da África subsaariana, por incursões dos mercadores esclavagistas ou por outros Africanos que lucravam com o tráfico, os escravizados eram trazidos em marcha forçada até o litoral do continente, onde os sobreviventes eram despojados de suas roupas e eventuais pequenos pertences que ainda carregassem consigo, para serem vendidos aos comerciantes europeus, que os embarcavam nos navios negreiros. Neles, os escravizados eram destinados aos porões da embarcação, onde ficavam presos em grupos às correntes. Cada navio, levava em média quatrocentos Africanos amontoados. O mau-cheiro imperava, e o espaço para movimentação era mínimo, porque embora navios deste tipo fossem geralmente grandes, se otimizava o espaço do mesmo para caber o maior número possível de escravizados.

## Tráfico negreiro
A partir de 1432 quando o navegador português Gil Eanes levou para Portugal a primeira carga de escravizados negros vindos da África que os portugueses começaram a traficar os escravizados para a Ilhas da Madeira e em Porto-Santo. Mais adiante os negros foram trazidos para o Brasil.
A história dos navios negreiros é das mais comoventes. Homens, mulheres e crianças eram transportados amontoados em compartimentos minúsculos dos navios, escuros e sem nenhum cuidado com a higiene. Conviviam no mesmo local, a fome, a sede, as doenças, a sujeira, os agonizantes e os mortos.
Sem a menor preocupação com a condição das pessoas, os responsáveis pelos navios negreiros amontoavam negros acorrentados como animais em seus porões que muitas vezes advinham de diferentes lugares do continente Africano, causando o encontro de várias etnias e que por vezes eram também inimigas. Seus corpos eram marcados pelas correntes que os limitavam nos movimentos, as fezes e a urina eram feitas no mesmo local onde permaneciam. Os movimentos das caravelas faziam com que muitos passassem mal e vomitassem no mesmo local. Os alimentos simplesmente eram jogados nos compartimentos uma ou duas vezes por dia, cabendo aos próprios negros promover a divisa da alimentação. Como os integrantes do navio não tinham o hábito de entrar no porão, os mortos permaneciam ao lado dos vivos por muito tempo.
Quando o navio encontrava alguma dificuldade durante seu trajeto, o comandante da embarcação ordenava que os negros moribundos ou mortos fossem lançados ao mar, como alternativa para reduzir o peso do navio. Nestes casos, o mar acabava se tornando a única saída dos negros para a luz, antes de chegarem aos destinatários do comércio.
A organização da Companhia dos Lagos propunha-se a incentivar e desenvolver o comércio dos Africanos e dar expansão ao tráfico negreiro, sua viagem inicial motivou a formação de várias companhias negreiras, tais como: Companhia de Cacheu (1675), Companhia de Cabo Verde e Cacheu de Negócios de Pretos (1690), Companhia Real de Guiné e das Índias (1693) e Companhia das Índias Ocidentais (1636). No Brasil, devido ao êxito do empreendimento, deu-se a criação da Companhia Geral do Comércio do Brasil (1649).
Foi somente no século XIX que as leis proibiram o comércio de negros. Entre 1806 e 1807, a Inglaterra acabou com o tráfico negreiro em seu Império e em 1833 proibiu o trabalho escravo. No Brasil, mesmo após o tráfico negreiro ter sido proibido, a escravidão permaneceu até 1888.
O tráfico transatlântico de escravizados Africanos começou a entrar em decadência somente a partir da sua abolição no início do século XIX pelo Reino Unido, com alguns países como o Brasil persistindo em sua prática até serem forçados a abandoná-lo décadas depois. Devido às péssimas condições, físicas e psicológicas, em que se encontravam os escravizados transportados, muitos morriam, eram mortos ou suicidavam-se durante a travessia por conta do sofrimento.

### Doenças
As principais causas de mortes estavam relacionadas a problemas gastrointestinais, escorbuto e doenças infectocontagiosas.

### Revoltas
Outro fator que contribuía para o elevado número de mortes eram os castigos aplicados aos revoltosos.
Grande parte dos escravizados era obrigada a presenciar a punição a fim de que eles fossem persuadidos de não tentarem o mesmo.
A mais conhecida foi a do navio La Amistad. No entanto, outras revoltas como a do barco "Kentucky", de 1845, foi sufocada e todos os negros jogados ao mar.